# Podróż apostolska Jana Pawła II do Niemiec (1980)
8. podróż apostolska Jana Pawła II – podróż zagraniczna papieża Jana Pawła II w dniach 15–19 listopada 1980 roku, podczas której papież odwiedził Republikę Federalną Niemiec.

## Wizyta w RFN

### Kolonia

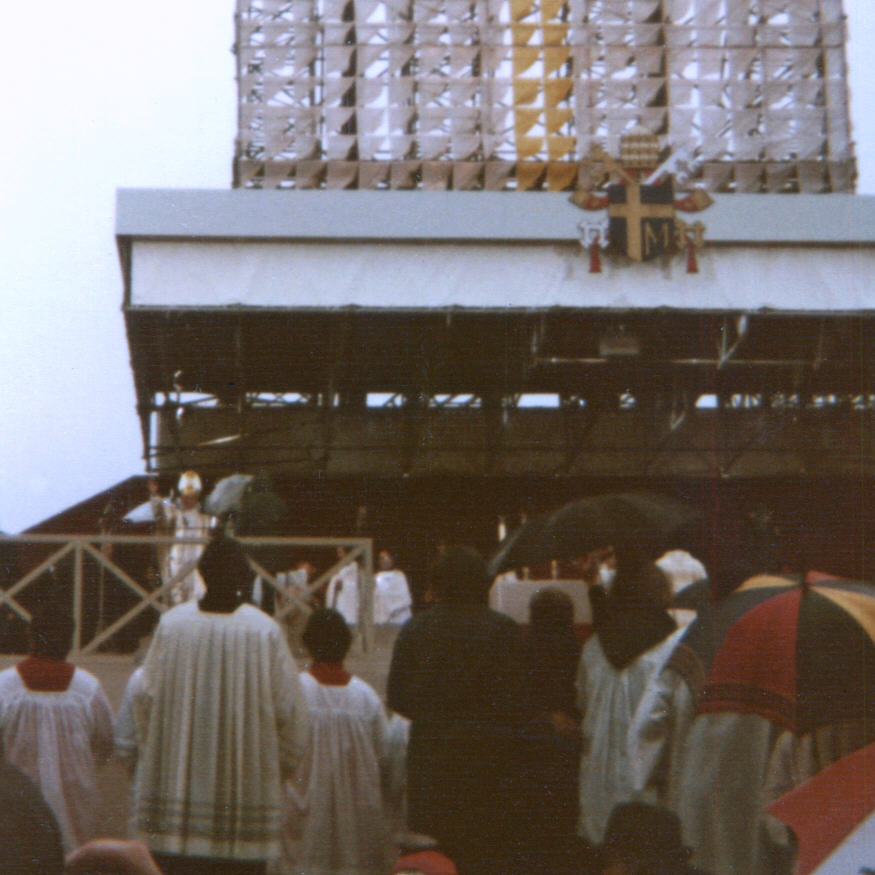
Msza w Kolonii, 15 listopada 1980

Papież przyleciał na lotnisko w Kolonii 15 listopada 1980, gdzie został przywitany przez przedstawicieli episkopatu niemieckiego i prezydenta federalnego prof. Karla Carstensa. Następnie Jan Paweł II odprawił mszę świętą dla ok. 400 000 wiernych na starym lotnisku kolońskim Butzweilerhof. Po mszy świętej miał miejsce odpoczynek w rezydencji arcybiskupa Josepha Höffnera. W godzinach popołudniowych papież nawiedził grób św. Alberta Wielkiego w kościele św. Andrzeja, gdzie odczytał napisaną przez siebie modlitwę Daj nam zrozumienie i odpowiedzialność. W katedrze kolońskiej odbyło się spotkanie z przedstawicielami świata nauki, profesorami i studentami. W kościele franciszkanów pw. Niepokalanego Poczęcia NMP Jan Paweł II modlił się przy grobach Jana Dunsa Szkota i Adolfa Kolpinga.

### Brühl, Bonn

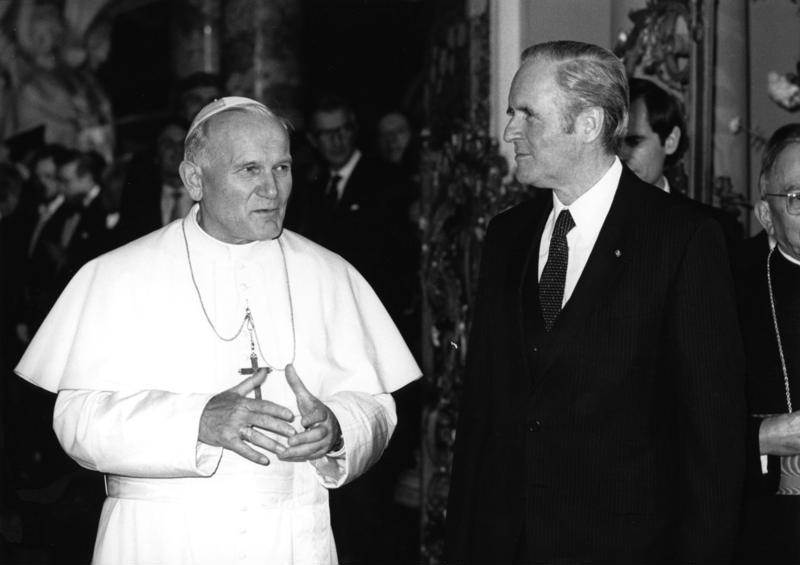
Jan Paweł II i Karl Carstens w Augustusburgu, 15 listopada 1980

W pałacu Augustusburg w Brühl podjął Jana Pawła II okolicznościowym przyjęciem prezydent Karl Carstens. W spotkaniu wzięli udział politycy, korpus dyplomatyczny, artyści i przemysłowcy. Późnym wieczorem 15 listopada papież spotkał się z mieszkańcami Bonn na placu przed katedrą Świętych Kasjusza, Florencjusza i Marcina. Papież nocował w nuncjaturze w Bad Godesberg.

### Osnabrück
16 listopada Jan Paweł II odprawił mszę świętą dla 150 000 wiernych przybyłych z Saksonii, Skandynawii, Irlandii i Islandii na stadionie miejskim Illoshöhe w Osnabrück. Po mszy miało miejsce spotkanie z przedstawicielami organizacji charytatywnych w siedzibie muzeum diecezjalnego. W katedrze Jan Paweł II spotkał się z chorymi.

### Moguncja
Z Osnabrück Jan Paweł II udał się do Moguncji. Na lotnisku Finthen odprawił mszę świętą dla ok. 300 000 wiernych. Następnie przed katedrą św. Marcina i Szczepana papież spotkał się z Polonią. W spotkaniu wziął udział m.in. bp Szczepan Wesoły. Tego dnia miało także miejsce spotkanie z profesorami Wydziału Teologii Katolickiej Uniwersytetu im. Jana Gutenberga, którego papież, jeszcze jako arcybiskup krakowski, był od 1977 doktorem honoris causa.
17 listopada 1980 w muzeum diecezjalnym miało miejsce spotkanie z Radą Kościoła Ewangelickiego Niemiec. Pierwsze spotkanie papieża z radą od czasów powstania Konfesji Augsburskiej w 1530. Tego dnia Jan Paweł II spotkał się jeszcze z Grupą Roboczą Kościołów Chrześcijańskich RFN i Berlina Zachodniego, obcokrajowcami z 18 krajów pracującymi w RFN, delegacją gminy żydowskiej. Żydzi podarowali papieżowi menorę z 1880 pochodząca z okolic Wadowic. Papież nawiedził grób bpa Wilhelma Kettelera w katedrze mogunckiej.

### Fulda
Jan Paweł II przybył do Fuldy 17 listopada 1980. W miejscowej katedrze odprawił mszę świętą wraz z 5000 kapłanów, diakonów i kleryków. W katedrze nawiedził grób św. Bonifacego i ofiarował relikwie bł. Maksymiliana Kolbego.
18 listopada Jan Paweł II odprawił przed katedrą w Fuldzie mszę święta dla ok. 100 000 wiernych. Przed mszą miały miejsce spotkania ze świeckimi pracownikami Kościoła, episkopatem RFN, Centralnym Komitetem Katolików Niemieckich. Z Fuldy papież odleciał do Altötting.

### Altötting
W Altötting papieża Jana Pawła II przywitał kard. Joseph Ratzinger wraz z premierem Bawarii Franzem Josephem Straussem. W sanktuarium papież odczytał napisaną przez siebie modlitwę Bądź pozdrowiona, Matko Łaskawa z Altötting. Następnie odprawił mszę świętą na placu przed kaplicą i spotkał się z osobami konsekrowanymi. W klasztorze kapucynów papież spotkał się z 50 profesorami teologii. 19 listopada Jan Paweł II pociągiem odbył podróż z Altötting do Monachium.

### Monachium

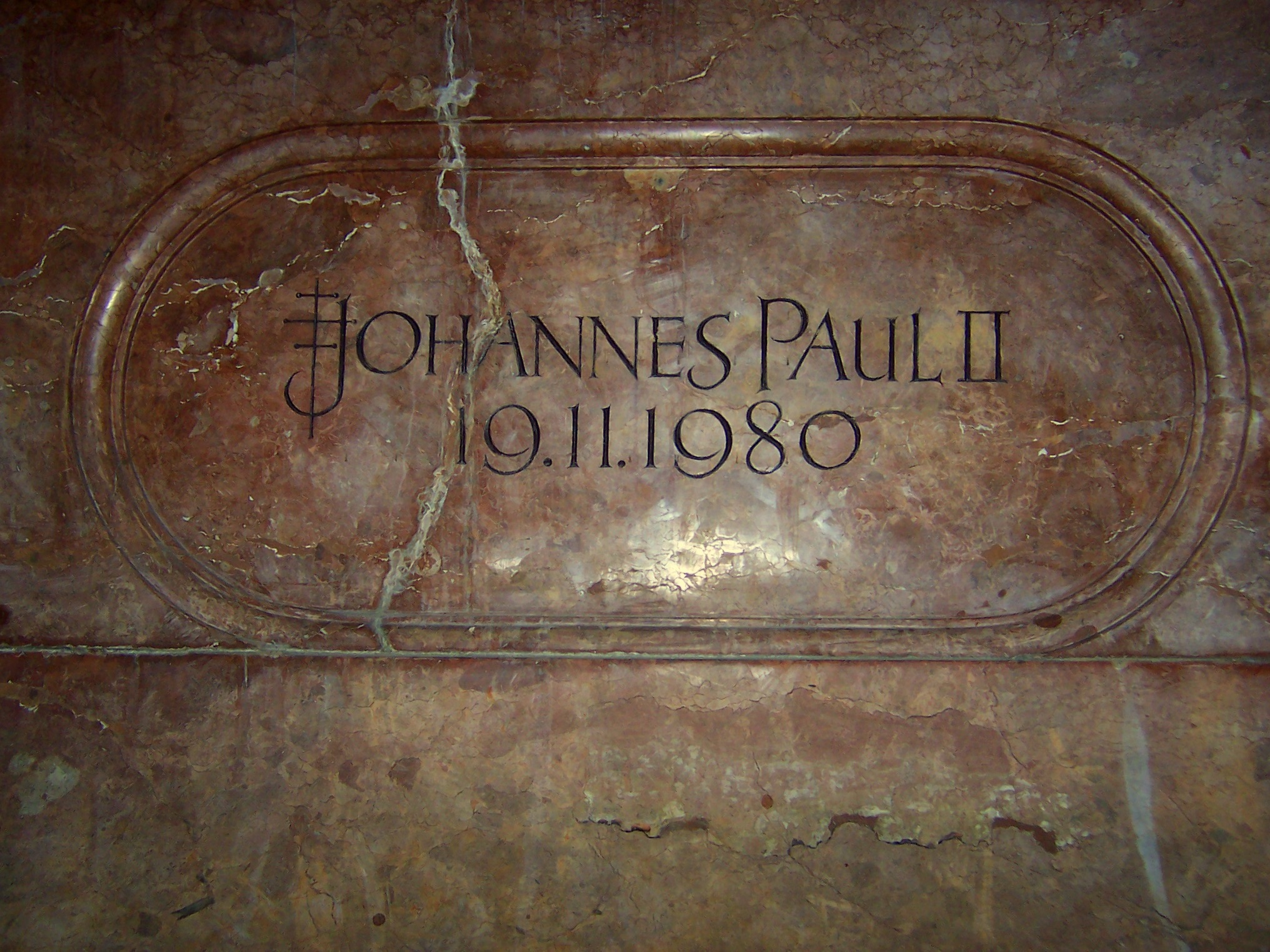
Napis na kolumnie Mariensäule w Monachium: data wizyty Jana Pawła II.

W Monachium na błoniach Theresienwiese papież odprawił mszę świętą dla ok. 800 000 wiernych. Było to oficjalne spotkanie z młodzieżą podczas pielgrzymki papieskiej. Mszę koncelebrowało z papieżem 100 biskupów. Do mszy posługiwało 6000 ministrantów. Papież spotkał się z przedstawicielami Związku Niemieckiej Młodzieży Katolickiej. Po obiedzie w pałacu arcybiskupim Jan Paweł II spotkał się z przedstawicielami świata kultury i sztuki w dawnej rezydencji królewskiej. W czasie spotkania wysłuchano koncertu muzyki poważnej. W drodze do katedry papież zatrzymał się na placu Mariackim, gdzie odmówił modlitwę przed figurą Mariensäule. W katedrze pw. Najświętszej Maryi Panny odbyło się spotkanie z osobami w podeszłym wieku. Po uroczystym pożegnaniu na lotnisku München-Riem papież odleciał do Rzymu.
Po powrocie do Rzymu, na lotnisku Fiumicino Jan Paweł II w specjalnym oświadczeniu podsumował odbytą podróż.